# قلب ماريلاند (فلم 1915)
قلب ماريلاند (بالإنجليزية: The Heart of Maryland) هو فيلم أبيض وأسود درامي أمريكي صامت إنتاج عام 1915 من إخراج هربرت برينون استنادًا إلى مسرحية ديفيد بيلاسكو قلب ماريلاند. السيدة ليزلي كارتر ، التي لعبت دور البطولة في المسرحية الأصلية في برودواي عام 1895، تظهر في هذا الفيلم كشخصية العنوان.يعتبر الفيلم مفقود ولا توجد أي نسخة محفوظة منه.

## روابط خارجية
- قلب ماريلاند  في قاعدة بيانات الأفلام على الإنترنت (بالإنجليزية)
- قلب ماريلاند على موقع أول موفي.
- ملصق اللوبي
- ملصق اللوبي